# Crvendać
Crvendać (lat. Erithacus rubecula) je mala ptica vrapčarka iz porodica muharica.

## Opis
Crvendać je mala ptica, veličine vrapca, dužine oko 15 cm. S gornje strane (leđa, rep i krilo) je maslinasto-sive boje, dok su grlo i grudi kao čelo i glava sa strane žutocrvene boje, odakle mu i potiče ime. Trbuh je bijele boje. Ovako su obojeni mužjak i ženka, dok su mladunci neupadljive tamne boje. Ženka snese pet do šest jaja puta godišnje. Čučavci se izvaljuju nakon dva tjedna sjedenja roditelja na jajima. Već su otprilike s petnaest dana starosti sposobni za samostalan život. Crvendać je ptica skitalica. Zimi se zadržava na područjima s boljom ponudom hrane. Hrani se ponajviše kukcima i malim puževima, ali uzima i biljne plodove.